# 君士坦丁大会堂
41°53′30″N 12°29′18″E / 41.891775°N 12.488446°E
马克森提乌斯和君士坦丁巴西利卡(義大利語：Basilica di Massenzio)或君士坦丁大會堂，是古罗马广场上最大的建筑遺址，也是羅馬城最後一座巴西利卡大會堂（非後世的巴西利卡教堂）。

## 歷史
大會堂由羅馬皇帝马克森提乌斯始建于308年，312年由君士坦丁一世完成于米里维桥战役击败马克森提乌斯之后。
南翼和中部可能在847年的地震中被摧毁。1349年，中殿僅剩的拱顶在另一次地震中倒塌。八根20米（66英尺）高的柱子在地震中幸存下来的唯一一根，于1614年被教皇保祿五世運到了圣母大殿前。如今大會堂只剩下北翼和三个混凝土拱顶。拱顶上的八角形天花板显示出先进的减重结构設計。
1960年羅馬奧運會時，大會堂遺址被用作摔跤比赛的场地，三个带垫子的平台被放置在拱顶下。